# سیارک ۶۹۵۰
سیارک ۶۹۵۰ (به انگلیسی: 6950 Simonek، نامگذاری:1982YQ) شش هزار و نهصد و پنجاهمین سیارک کشف شده‌است که در ۲۲ دسامبر ۱۹۸۲ کشف شد.
قدر مطلق سیارک برابر ۱۲٫۷۰ است.